# Gain
Son Ga-in (hangul: 손가인; Seúl, 20 de septiembre de 1987), más conocida como Gain, es una cantante y actriz surcoreana, conocida por ser miembro del grupo femenino surcoreano Brown Eyed Girls y por sus participaciones junto a Jo Kwon (2AM) en los programas We Got Married y All My Love. Como solista ha lanzado seis EP.

## Filmografía

### Televisión
| Año       | Título                          | Papel         | Red  |
| --------- | ------------------------------- | ------------- | ---- |
| 2005      | Let's Coke Play! Battle Shinhwa | ella misma    | Mnet |
| 2008      | 가족이 필요해                   | ella misma    | MBC  |
| 2009–2011 | We Got Married                  | ella misma    | MBC  |
| 2010–2011 | All My Love                     | Hwang Geum-ji | MBC  |
| 2014      | Hara's ON & OFF                 | ella misma    | MBC  |
| 2015      | Off to School                   | ella misma    | JTBC |
| 2015      | Hello Counselor                 | invitada      | KBS  |
| 2016      | Knowing Bros Ep 43              | invitada      | JTBC |
| 2016      | Golden Tambourine               | invitada      | Mnet |

### Películas
| Año  | Título           | Papel               | Notas |
| ---- | ---------------- | ------------------- | ----- |
| 2009 | Closer to Heaven | Seo Jin-hee         |       |
| 2013 | The Huntresses   | Ga-bi               |       |
| 2015 | Love Forecast    | exnovia de Joon-soo | Cameo |

### Videos musicales
| Título                  | Año  | Director(s)  | Otra versión(s) |
| ----------------------- | ---- | ------------ | --------------- |
| "Debe Haber Amor"       | 2006 | Desconocido  |                 |
| "Irreversible"          | 2010 | Hwang Soo-ah | - Versión Dance |
| "Para los Que No Saben" | 2010 | Desconocido  |                 |
| "Alguien Más"           | 2012 | Desconocido  |                 |
| "Bloom"                 | 2012 | Hwang Soo-ah |                 |
| "Nostalgia"             | 2012 | Desconocido  |                 |
| "Uno de Ganar"          | 2012 | Desconocido  |                 |
| "Brunch"                | 2013 | Desconocido  |                 |
| "Fxxk U"                | 2014 | Hwang Soo-ah |                 |
| "Verdad o atrevimiento" | 2014 | Hwang Soo-ah |                 |
| "El Paraíso Perdido"    | 2015 | Hwang Soo-ah |                 |
| "Apple"                 | 2015 | Desconocido  |                 |

### Extended plays
| Título                              | Posiciones en las listas | Posiciones en las listas | ventas         |
| Título                              | corea                    | extranjero               | ventas         |
| ----------------------------------- | ------------------------ | ------------------------ | -------------- |
| Step 2/4                            | 2                        | —                        | - KOR: 9,700+  |
| Talk About S                        | 1                        | —                        | - KOR: 10,000+ |
| Romantic Spring(with Cho Hyung-woo) | 3                        | —                        | - KOR: 5,100+  |
| Truth or Dare                       | 6                        | —                        | - KOR: 6,500+  |
| Hawwah                              | 5                        | 9                        | - KOR: 4,300+  |
| End Again                           | 5                        | —                        | - KOR: 2,747   |